# Víctor Hugo Peña
Víctor Hugo Peña Grisales (Bogotà, 10 luglio 1974) è un dirigente sportivo ed ex ciclista su strada colombiano, attivo come professionista/Elite dal 1997 al 2015 e vincitore di una tappa al Giro d'Italia 2000. Dal 2016 è direttore sportivo per formazioni sudamericane.

## Carriera
Professionista dal 1997, mise presto in evidenza caratteristiche di cronoman, vincendo al primo anno il titolo nazionale di specialità. Nel 1998 vestì la maglia della Avianca-Telecom, correndo la sua prima Vuelta a España; l'anno dopo passò alla spagnola Vitalicio Seguros, con i cui colori al Giro d'Italia 2000 vinse la cronometro di 45 km da Lignano Sabbiadoro a Bibione imponendosi sul compagno di squadra Jan Hruška. Nello stesso 2000 fu olimpionico ai Giochi di Sydney.
Nel 2001 passò alla US Postal Service capitanata da Lance Armstrong, e l'anno dopo vinse la Vuelta a Murcia a tappe (grazie al podio nell'ultima cronometro) e una cronometro al Giro dei Paesi Bassi. A inizio 2003 fu secondo alla Volta ao Algarve a tappe e conquistò una frazione in salita alla Vuelta a Murcia; durante il Tour de France subito seguente, corso a fianco di Armstrong, vinse la cronometro a squadre di Saint-Dizier con la sua US Postal Service e andò a vestire la maglia gialla di leader della corsa, mantenendola per tre giorni. Divenne il primo colombiano a riuscirvi. Nel 2004, dopo il secondo posto alla Volta ao Algarve (battuto dal compagno Floyd Landis), vinse la cronometro a squadre di apertura della Vuelta a España a León, sfiorando poi il successo (fu secondo) nella cronometro di Almusafes.
Nel 2005 passò alla Phonak Hearing Systems insieme al connazionale Santiago Botero, ma in stagione non ottenne successi, così come nel 2006, in cui fu comunque nono al Giro d'Italia. Nel 2007 gareggiò con i colori della Unibet.com, mentre nel biennio 2008-2009 corse con la Rock Racing, in cui   ritrovò Botero e l'ex compagno alla US Postal Service Tyler Hamilton, e con cui fece sue due frazioni della Vuelta a Colombia. Rientrato in Colombia nel 2011, concluse la carriera agonistica nel 2015.

## Palmarès
- 1997

Campionati colombiani, Prova a cronometro
- 1998

Prologo Vuelta a Colombia (Villavicencio > Villavicencio, cronometro)
6ª tappa Vuelta a Colombia (Armenia > Montenegro)
- 2000

11ª tappa Giro d'Italia (Lignano Sabbiadoro > Bibione)
Campionati panamericani, Prova a cronometro
- 2002

Classifica generale Vuelta a Murcia
4ª tappa Giro dei Paesi Bassi (Almelo > Almelo, cronometro)
- 2003

4ª tappa Vuelta a Murcia (Cartagena > Alto de La Santa)
- 2008

7ª tappa Vuelta a Colombia (Río Negro > La Unión)
- 2009

12ª tappa Vuelta a Colombia (Ubaté > Tunja)

### Altri successi
- 2003

4ª tappa Tour de France (Joinville > Saint-Dizier, cronosquadre)
- 2004

1ª tappa Vuelta a España (León > León, cronosquadre)
- 2007

Classifica sprint Giro di Catalogna

## Piazzamenti

### Grandi Giri
- Giro d'Italia

1999: 63º
2000: 15º
2006: 9º
- Tour de France

2001: 79º
2002: 73º
2003: 88º
2006: 121º
- Vuelta a España

1998: ritirato
1999: ritirato
2000: 45º
2001: 91º
2002: ritirato
2004: 45º
2005: 27º

### Classiche monumento
- Milano-Sanremo

1999: 126º
2000: ritirato
2003: 104º
2004: 92º
2012: ritirato
- Giro delle Fiandre

2003: ritirato
- Parigi-Roubaix

2003: ritirato
2004: ritirato
2005: ritirato
- Liegi-Bastogne-Liegi

2000: 31º
2003: ritirato
2006: ritirato
- Giro di Lombardia

2005: ritirato
2006: ritirato

### Competizioni mondiali
- Campionati del mondo

Lugano 1996 - Cronometro Under-23: 7º
Lugano 1996 - In linea Under-23: 26º
San Sebastián 1997 - Cronometro Elite: 33º
San Sebastián 1997 - In linea Elite: ritirato
Zolder 2002 - Cronometro Elite: 34º
Zolder 2002 - In linea Elite: ritirato
Hamilton 2003 - Cronometro Elite: 29º
Hamilton 2003 - In linea Elite: ritirato
Verona 2004 - Cronometro Elite: 29º
Madrid 2005 - Cronometro Elite: 10º
Stoccarda 2007 - Cronometro Elite: 42º
- Giochi olimpici

Sydney 2000 - In linea: ritirato
Sydney 2000 - Cronometro: 24º
Atene 2004 - In linea: ritirato
Atene 2004 - Cronometro: 15º

### Competizioni continentali
- Giochi panamericani

Winnipeg 1999 - In linea: 22º
Winnipeg 1999 - Cronometro: 5º